# L'Âne de Buridan
Pour les articles homonymes, voir Jean Buridan#pParadoxe de l'âne de Buridan.
Pour plus de détails, voir Fiche technique et Distribution.
L'Âne de Buridan est un film français réalisé par Alexandre Ryder, sorti en 1932.

## Synopsis
Georges est un amoureux des femmes, de toutes les femmes, sans exception. Un beau jour, une jeune fille pas comme les autres, une sauvageonne, va rentrer dans sa vie. Georges tombera-t-il amoureux et connaîtra-t-il les joies du mariage malgré son amour des femmes ?

## Fiche technique
- Titre : L'Âne de Buridan
- Réalisation : Alexandre Ryder
- Scénario : André Birabeau et Alexandre Ryder, d'après la pièce de Gaston Arman de Caillavet et Robert de Flers
- Dialogues : André Birabeau
- Photographie : Raymond Agnel et Henri Barreyre
- Décors : Guy de Gastyne
- Son : Robert Teisseire
- Musique : Jean Wiéner
- Société de production : Pathé-Natan
- Pays de production :  France
- Genre : Comédie
- Durée : 77 minutes
- Date de sortie : 
  - France : 23 décembre 1932

## Distribution
- René Lefèvre : Georges
- Mona Goya : Micheline
- Colette Darfeuil : Vivette
- Charles Prince : Adolphe
- Simone Deguyse : Fernande
- Mauricet : Lucien
- Francine Mussey : Odette
- Alexandre Mihalesco : le photographe
- Maximilienne
- Jean Bara